# Mikromerie
Mikromerie (Micromeria), česky též drobnozel, je rod rostlin z čeledi hluchavkovitých. Zahrnuje zhruba 70 druhů rostoucích v Eurasii, Africe a Severní Americe.

## Popis
Jsou to vytrvalé byliny, polokeře nebo keře, obvykle více či méně aromatické díky obsahu vonných silic. Listy jsou přisedlé nebo krátce řapíkaté, drobné, tuhé, se ztlustlými okraji a někdy na okrajích podvinuté, na stonku vstřícně postavené. Celé rostliny včetně listů bývají více či méně chlupaté. Oboupohlavné květy jsou uspořádány v relativně chudých lichopřeslenech na koncích lodyh; kalich je trubkovitý, obvykle pěticípý, koruna dvoupyskatá, s trojcípým spodním pyskem, nejčastěji bělavé, růžové nebo fialové barvy. Jako u jiných hluchavkovitých mají květy čtyři tyčinky (dvě delší, dvě kratší) a dvouklanou bliznu. Rostliny jsou opylovány hmyzem, plody jsou tvrdky.

## Rozšíření a ekologie
Největšího druhového bohatství dosahuje rod v oblasti Středomoří a na ostrovech Makaronésie, kde roste i řada endemických druhů (jen z Kanárských ostrovů se jich udává 23). Dále se vyskytuje ve východní, centrální a jižní Africe, na Madagaskaru a v pásu od Přední Asie přes Arabský poloostrov a Indii až po Čínu. Jediný druh, Micromeria douglasii, je původní v Severní Americe, kde vyrůstá při západním pobřeží od Aljašky po Kalifornii.
Obvyklým biotopem mikromerií jsou nízké mediteránní křoviny (makchie, garrigue), řídké lesy a lesní okraje, pastviny, skalní štěrbiny a terásky, kamenité svahy i staré zdi, a to od pobřeží až do hor (v Africe a na Blízkém východě až 4500 m n. m.)

## Taxonomie a systematika
V rámci čeledi hluchavkovitých patří jako mnoho dalších podobně aromatických rostlin do podčeledi Nepetoideae, tribu Menthae a subtribu Menthineae. Je součástí taxonomicky problematického komplexu rodů Micromeria – Satureja – Clinopodium – Acinos – Calamintha, jejichž pojetí dosud není ustáleno. Poslední dva jmenované rody již aktuální systematikou nejsou uznávány a jejich zástupci byli přeřazeni do zbylých tří. Množství rodů je na základě výzkumů přesouváno i mezi nimi. Tak byli v nedávné době do rodu mikromerie přeřazeni z rodu saturejka všichni zástupci z tropických oblastí Afriky; další, např. severoamerická Micromeria douglasii, jsou považováni za příslušníky rodu klinopád. Existovaly též pokusy zahrnout celý komplex do rodu Satureja sensu lato, který se ale ukázal jako nepřirozený. Diferenční znaky mezi těmito rody jsou malé a některými autory jsou považovány za diskutabilní, většinu druhů tak nalézáme v literatuře pod množstvím synonym, což činí situaci značně nepřehlednou. Typovým druhem je středomořská Micromeria juliana (původně popsaná Linnéem jako Satureja juliana).

## Využití
Některé druhy jsou lokálně používány jako léčivky a koření, na přípravu čajů a inhalačních směsí, např. Micromeria fruticosa nebo M. myrtifolia v oblasti východního Středomoří a Blízkého východu; díky obsahu silic mají antiseptické, antibakteriální, analgetické a hojivé účinky podobné blízce příbuzným rostlinám saturejce, dobromysli či mateřídoušce. Sušené listy M. biflora jsou páleny jako vonné vykuřovadlo. Micromeria pineolens či M. helianthemifolia jsou svým vzhledem značně dekorativní, v kultuře jsou ale pěstovány jen vzácně.

## Galerie vybraných zástupců

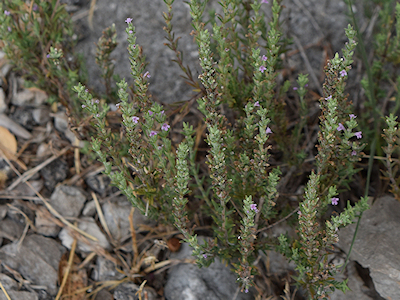
Micromeria juliana – celkový habitus
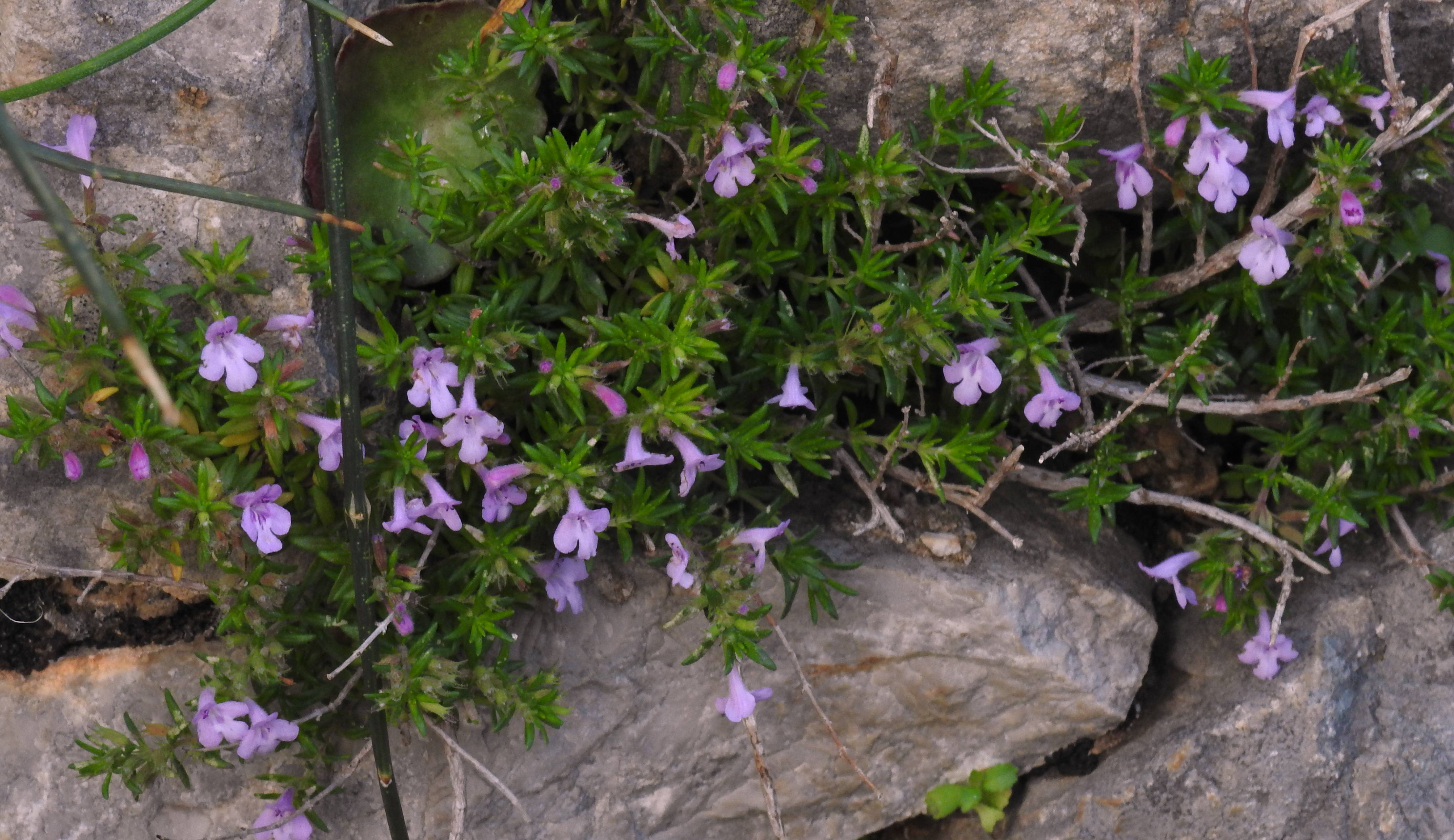
Micromeria graeca
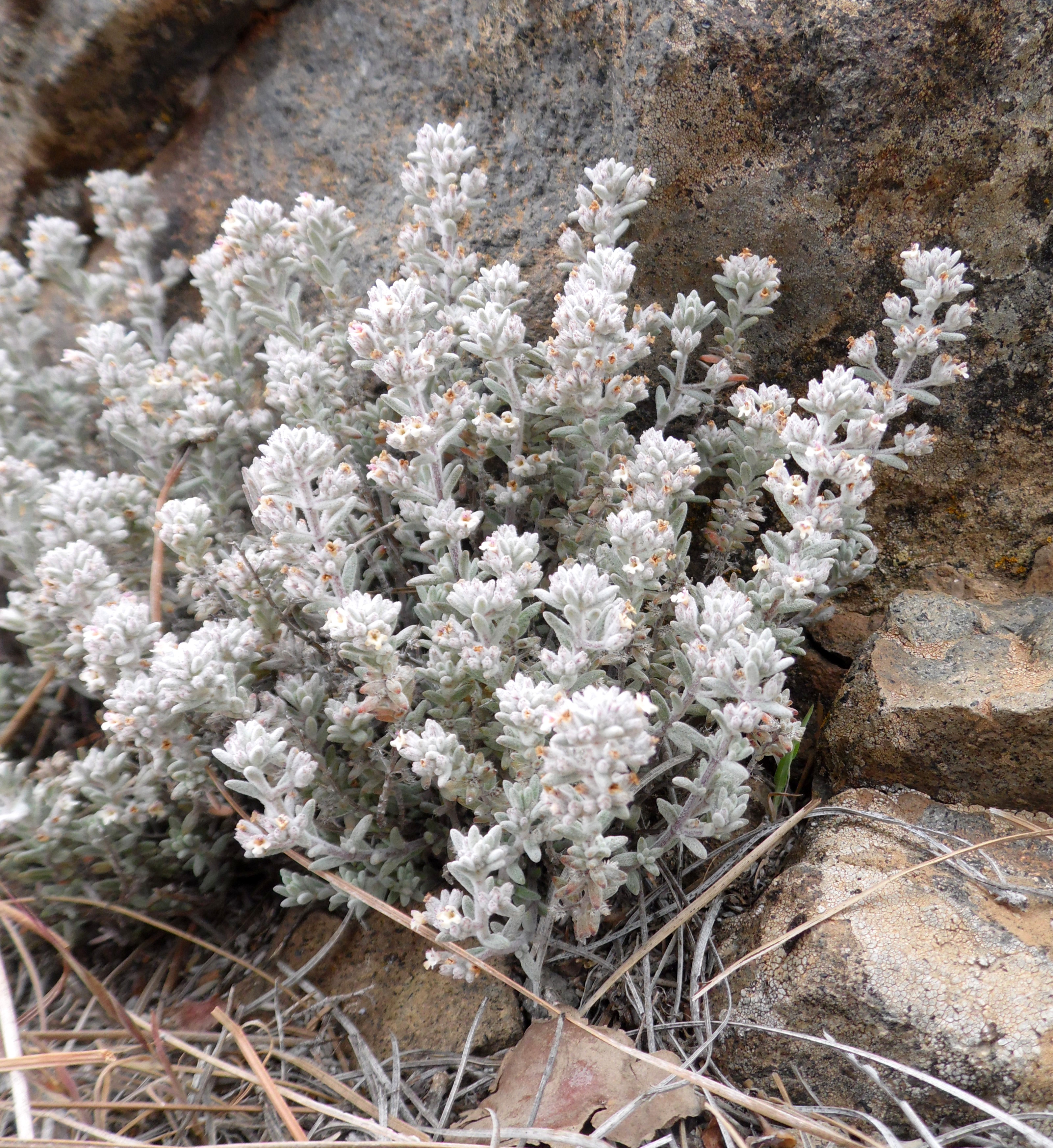
Micromeria lanata
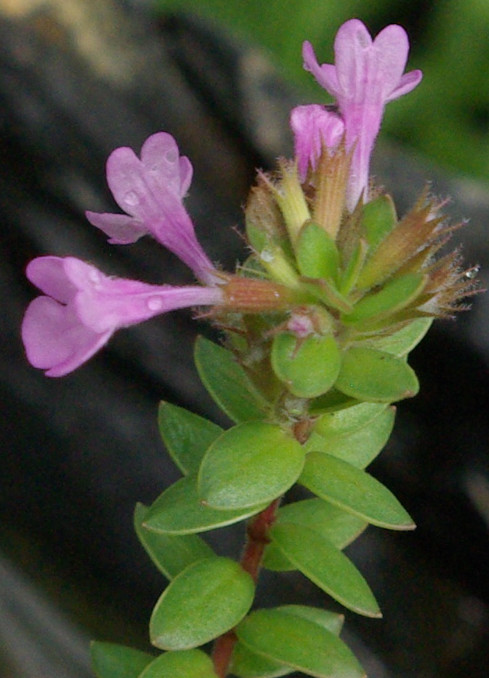
Micromeria glomerata – detail květenství
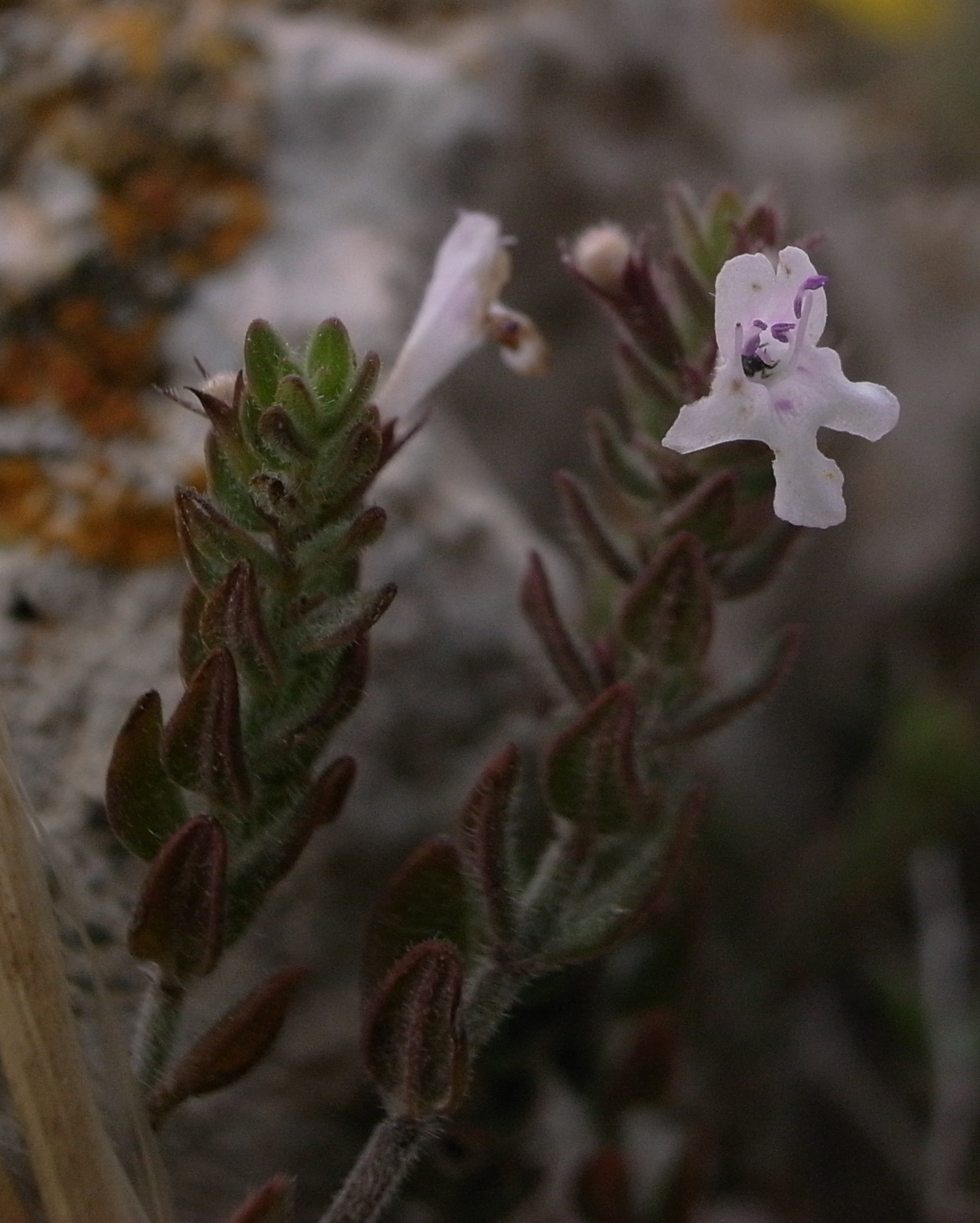
Micromeria microphylla
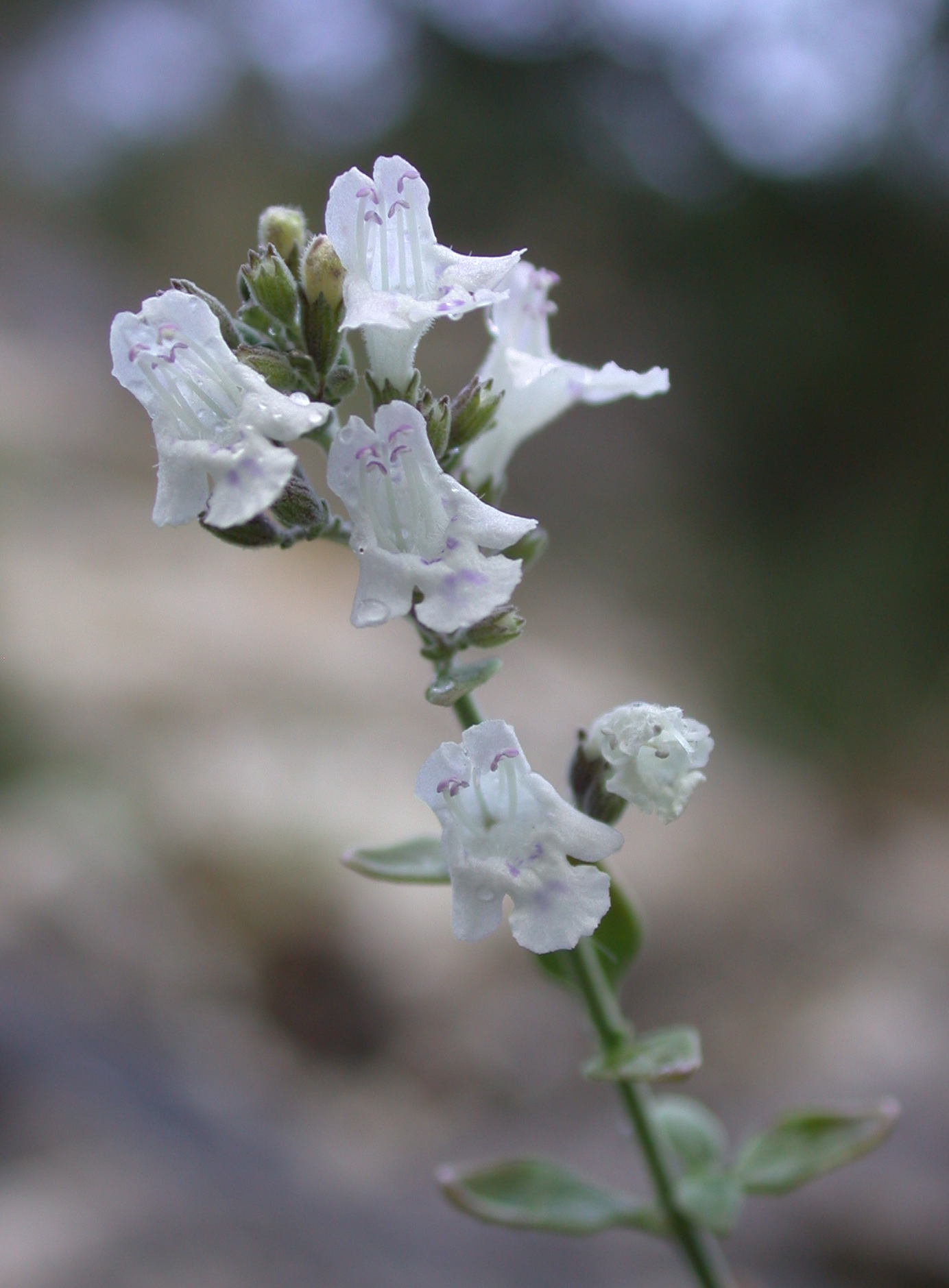
Micromeria fruticosa
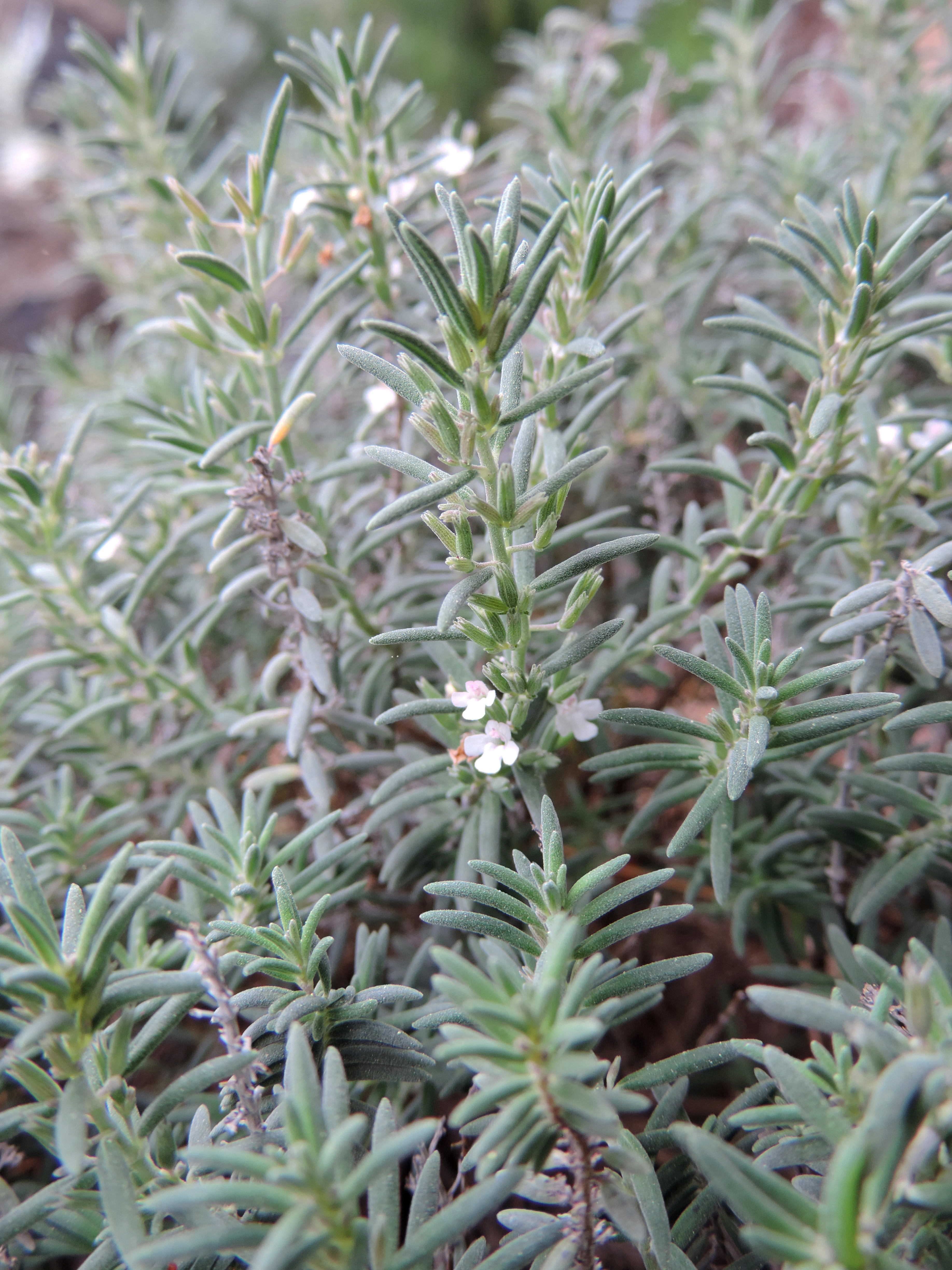
Micromeria tenuis